# Cortinarius testaceoviolaceus
Cortinarius testaceoviolaceus är en svampart som beskrevs av Rob. Henry 1957. Cortinarius testaceoviolaceus ingår i släktet Cortinarius och familjen spindlingar.   Inga underarter finns listade i Catalogue of Life.